# 別居
別居（べっきょ）とは、夫婦や親子などの家族が別々に住んでいる状態。反意語は同居。夫婦や親子が家族関係を維持しつつも、別々の住居に居住する場合全般に対して用いる。夫婦の一方が仕事の都合で配偶者や子供とは別の住居で生活すること（単身赴任）。または子供が自宅から通学できない学校へ進学し、親元から離れて生活することも当てはまる（一人暮らし）。
しかし、一般的には、夫婦関係の悪化（険悪化）により、婚姻関係の維持が困難になり、夫婦が別々に暮らすようになった段階をさして使われることが多い。それらの別居は離婚の前段階と考えられることが多い。芸能人をはじめとした有名人の別居関連の話題は大衆の注目の的であり、そういった報道がしばしば週刊誌などメディアを賑わせている。なお、共に暮らしてはいるものの、家庭内での関係が不和な家族には「家庭内別居」という言葉が使われている。